# Antoonops nebula
Espèce
Antoonops nebula est une espèce d'araignées aranéomorphes de la famille des Oonopidae.

## Distribution
Cette espèce est endémique du Ghana.

## Description
Ces araignées ressemblent a des fourmis. Les mâles mesurent de 1,89 à 1,97 mm et les femelles de 1,76 à 1,92 mm.

## Publication originale
- Fannes & Jocqué, 2008 : Ultrastructure of Antoonops, a new, ant-mimicking genus of Afrotropical Oonopidae (Araneae) with complex internal genitalia. American Museum novitates, no 3614, p. 1-30 (texte intégrale).